# Jaromír Mysliveček
Jaromír Mysliveček (* 4. června 1942) je bývalý fotbalista, záložník a fotbalový trenér.

## Fotbalová kariéra
Hrál za Žďár nad Sázavou, Kovolis Hedvíkov, RH Domažlice a Škodu Plzeň.

## Trenérská kariéra
Jako trenér působil vedl v druhé lize v sezóně 1992/93 Škodu Plzeň a postoupil s ní do české ligy. V letech 1984-1986 působil v Plzni ve druhé nejvyšší soutěži jako asistent.